# هانك ويليامز
هيرام كينغ («هانك») ويليامز (بالإنجليزية: Hank Williams) (17 سبتمبر 1923 – 1 يناير 1953) كان مغنيا أمريكيا لموسيقى الريف والذي يرى الكثيرون أنه الأعظم في كل الأزمان. مع أنه لم تكن له قدرة على القراءة أو كتابة الموسيقى بشكل ممتاز. وله ابن والذي أصبح لاحقا نجما لموسيقى الريف بنفسه. مات ويليامز في عمر 29 بعد كتابة البعض من أغاني الريف التي عدت بأنها لم يسبق لها مثيل. يعتقد الكثيرون أن موته نتج من خليط من الكحول والمخدرات. واحتلت العديد أغانيه المرتبة الأولى على قائمة أغاني الريف، وأغانيه سجلها مئات الفنانين الآخرين والعديد منهم حقق نجاحا بنلك الأغاني. غنى أغانيه أيضا مغنو البوب، والأغاني الدينية والروك والبلوز. ابنه هانك ويليامز الابن، وابنته جيت ويليامز، وأحفاده هانك ويليامز الثالث، وهولي ويليامز، وهيلاري ويليامز أيضا مغنون محترفون أيضا. موسيقاه كانت مؤثرة جدا، وغناها مغنون مثل تاونز فان زانت، وبوب ديلان، وبيك، وجوني كاش، وتوني بينيت، وباتسي كلاين، وراي تشارلز ولويس أرمسترونغ.

## سيرة حياته
ولد ويليامز في بيت خشبي في ماونت أوليف، ألاباما (مقاطعة بتلر)، وأبوه هو إلونزو هابل «لون» ويليامز وجيسي ليليبيل «ليلي» سكيبر. وقد سمى على اسم حيرام الأول ملك صور (إحدى الثلاثة المؤسسين للماسونية، طبقا للأسطورة الماسونية)، لكن اسمه تمت تهجئته خطأ هيريام على شهادات ميلاده. وفي طفولته لقبه لأهله باسم «هارم». وكان ولد مع حالة معتدلة وغير مشخصة من السنسنة المشقوقة الخفية Spina Bifida Occulta وهو خلل العمود الفقري، والذي أصابه بآلام مزمنة (وهو عامل مساهم في سوء استخدامه للكحول والمخدرات لاحقا). وكان طفل لون ليلي الثالث والأخير، وقد سبقه أخ مات بعد فترة قليلة من الولادة وأخت اسمها آيرين.
أب ويليامز كان موظفا لشركة خشب والسكة الحديدية ونقله رب عمله كثيرا من قبل وعاشت العائلة في العديد من البلدات في جنوب ألاباما. في 1930، عندما كان ويليامز بعمر سبعة سنوات، بدأ أبوه بالمعاناة من شلل الوجه. في عيادة شؤون المحاربين القدامى في بينساكولا، فلوريدا، حدد الأطباء بأن السبب كان تمدد أوعية دموية دماغية، لذا أرسلوا إلونزو ويليامز إلى مركز المحاربين القدامى الطبي في ألكساندريا، لويزيانا. بقى لون في المستشفى لثمان سنوات وكان غائبا في غالب سنوات طفولة هانك.
في 1931، استقرت ليلي ويليامز وعائلتها في جورجيانا، ألاباما، حيث عملت كمديرة مأوى. استطاعت إيجاد عدة وظائف جانبية لإعالة أطفالها، على الرغم من المناخ الاقتصادي الكئيب الذي أتي به الكساد الكبير. عملت في مصنع معلبات وعملت كممرضة بنوبة ليلية في المستشفى المحلي. ساعد هيرام وآيرين أيضا ببيع الفستق، وتلميع الأحذية، وبيع الصحف، ووظائف بسيطة أخرى. بمساعدة النائب الأمريكي جي ليستر هيل، بدأت العائلة بجمع راتب عجز لون العسكري. على الرغم من حالة لون الصحية، أدارت عائلة ويليامز أموالها جيدا في خلال الكساد.
في 1933، انتقل ويليامز إلى فاونتين، ألاباما، للعيش مع عمه وعمته، والتر وأليس (اسمها قبل الزواج سكيبير) مكنيل. في هذه الأثناء، انتقل ابن عمه أوبال مكنيل للعيش مع عائلة ويليامز في جورجيانا ليدخل المدرسة الثانوية المحلية. عمته أليس علمته عزف الإيتار، بينما ابن عمه، جي. سي. مكنيل علمه شرب الويسكي.
في خريف عام 1934، انتقلت عائلة ويليامز إلى جرينفيل، ألاباما، حيث فتحت ليلي مأوى بجانب دار العدل بمقاطعة بتلر. في 1937، دخل ويليامز في عراك مع مدرس التربية البدنية حول التمارين التي طلبها منه. دخلت أمه الشجار عندما طالبت مجلس المدرسة بطرد المدرس؛ وعندما رفضوا عمل ذلك، انتقلت العائلة إلى مونتغومري، ألاباما.

### بدايات المهنة
في يوليو 1937، فتحت عائلتا ويليامز ومكنيل مأوى في شارع ساوث بيري في وسط المدينة في مونتغومري. وفي هذا الوقت قرر هيرام تغيير اسمه بشكل غير رسمي إلى هانك، وهو الاسم الذي قال أنه كان أنسب ليساعده في امتهان موسيقى الريف. بعد المدرسة وفي عطل نهاية الإسبوع، غنى ويليامز وعزف قيثارته من نوع سيلفرستون على الرصيف أمام إستوديوهات دبليو إس إف أي الإذاعية. فجذب انتباه منتجي دبليو إس إف أي بسرعة، الذين دعوه من حين لآخر ليدخل ويؤدي على الهواء. العديد من المستمعين اتصلوا يطلبون المزيد من أعمال «الولد المغني» فعينه المنتجون لتقديم برنامجه الخاص ذو الخمسة عشر دقيقة لمرتين في الإسبوع مع راتب إسبوعي يبلغ خمسة عشر دولارا. في أغسطس 1938، لون ويليامز أطلق بشكل مؤقت من المستشفى، وظهر دون إعلان مسبق في بيت العائلة في مونتغومري. لم تكن ليلي راغبة بتركه يسترد موقعه على رأس العائلة، لذا بقى بما فيه الكفاية ليحتفل بعيد ميلاد هانك في سبتمبر قبل أن يعود إلى المركز الطبي في لويزيانا.
مهد البرنامج الإذاعي لويليامز طريقه الناجح إلى مهنة الموسيقى. كان راتبه كبيرا بما فيه الكفاية له ليؤسس فرقته الخاصة التي لقبها رعاة البقر الجوالين. الأعضاء الأصليون للفرقة كانوا عازف الإيتار براكستون شوفرت، عازف الكمان فريدي بيتش، وسميث «هيزي» أدير. جيمس إي. (جيمي) بورتر كان الأصغر بينهم وكان عمره 13 عمره فقط عندما بدأ بعزف الإيتار الفولاذي لهانك. آرثر وايتينج كان أيضا عازف غيتار للفرقة. وسافروا في كافة أنحاء وسط وجنوب ألاباما، وغنوا في النوادي وفي الحفلات الخاصة. وترك هانك المدرسة في أكتوبر 1939 وهو في السادسة عشرة، لكي يعمل رعاة البقر الجوالين بدوام كامل.
أصبحت ليلي ويليامز مديرة أعمال رعاة البقر الجوالين. بدأت بحجز مواعيد للعروض، والتفاوض على الأسعار، وتوصيلهم إلى بعض عروضهم. وبعد أن أصبحوا الآن أحرارا للسفر بدون أن يأخذ جدول هانك المدرسي الأسبقية، أصبحت الفرقة قادرة على الذهاب حتى غرب جورجيا، وشمال فلوريدا. في هذه الأثناء عاد هانك إلى مونتغومري كل يوم عمل لتقديم برنامجه الإذاعي.
بدأت الصعوبات مع هانك عند دخول الولايات المتحدة في الحرب العالمية الثانية عام 1941. فكل أعضاء فرقته تم تجنيدهم في الجيش، والعديد من بدائلهم رفضوا الاستمرار بالعزف في الفرقة بسبب إدمان هانك المتزايد للخمور. وكان مثله الأعلى روي أكوف نجم غراند أول أوبري، قد حذره من أخطار الكحول، وقال «أنت عندك صوت بمليون دولار يا بني، ولكن لك دماغ بعشر سنتات»، وعلى الرغم من نصيحة أكوف، واصل ويليامز الظهور في برنامجه الإذاعي مخمورا، لذا في أغسطس 1942, طرده منتجو دبليو إس إف أي بسبب «عادة الشرب.»

### السنوات التالية في المهنة
ويليامز كان عنده 11 حققت المركز الأول على قائمة أغاني الغرب تعلى مدار مهنته وهي
- Lovesick Blues.
- Long Gone Lonesome Blues
- Why Don't You Love Me
- Moanin' the Blues
- Cold, Cold Heart
- Hey Good Lookin'
- Jambalaya (On the Bayou)
- I'll Never Get Out of This World Alive
- Kaw-Liga
- Your Cheatin' Heart
- Take These Chains from My Heart

### الأربعينات
في 1943، قابل ويليامز أودري شيبارد، التي أصبحت مديرته عندما كانت مهنته في ارتفاع وأصبح مشهورا على المستوى المحلي. في 1946، سجل ويليامز أغنيتان لتسجيلات ستيرلينغ هما «لن يحدث أبدا مرة أخرى» Never Again عام (1946) و"Honky Tonkin' " (1947عام) وكلاهما كانت ناجحة. ووقع ويليامز عقدا مع تسجيلات إم جي إم، وأصدر «موف إت أون أفور» والتي نجحت نجاحا كبيرا. في أغسطس 1948، إنضم ويليامز إلى لويزيانا هيرايد، الذي كان يبث من شريفبورت، لويزيانا، يدفعه إلى غرف الجلوس في جميع أنحاء المنطقة الجنوبية الشرقية. بعد بضعة أغاني ناجحة وإن كانت أقل نجاحا من غيرها، غنى ويليامز أغنية ريكس جريفين «لافسيك بلوز» في 1949، التي أصبحت أغنية ناجحة على قائمة أغاني الغرب وعبرت إلى قوائم أغاني البوب. وفي تلك السنة، غنى ويليامز الأغنية في غراند أول أوبري، حيث أصبح أول مغني يعيد الأغنية ست مرات. بالإضافة إلى هذا، جمع هانك بوب مكنيت (غيتار)، وهيلوس بوتروم (كونتر باس)، وجيري ريفرز (الكمان) ودون هيلمز (غيتار فولاذي) ليشكيل النسخة الأكثر شهرة لرعاة البقر الجوالين؛ أيضا في تلك السنة، ولدت أودري ويليامز طفلا هو هانك راندل ويليامز (هانك ويليامز الابن). وفي عام 1949 أيضا أصدرويليامز سبعة أغاني ناجحة بعد «لافسيك بلوز» Lovesick Blues لركس غريفين، ومنها «أجراس الزفاف» Wedding Bells ، «اهتمي بشؤونك» Mind Your Own Business ، «عليك أن تتغيري (أو سأرحل) You're Gonna Change (Or I'm Gonna Leave)» و«دلوي به ثقب» My Bucket's Got a Hole in It.

### لوك الجوال
في 1950، بدأ ويليامز بالتسجيل باسم لوك الجوال، وهي كنية أعطيت إليه للتعريف بتسجيلاته ذات الطابع الديني، العديد منها عبارة عن تراتيل بدلا من الغناء. وبخوفه من أن يتردد عاملو صناديق الموسيقي ومقدمو الأغاني بقبول أغاني ويليامز هذه غير التقليدية، بذلك يتأذي تسويق ويليامز، لذا تمت إضافة اسم لوك الجوال استخدم لتغطية هوية الفنان. وخلال هذا الوقت، أصدر ويليامز أغاني ناجحة، مثل «ابني يدعو رجلا آخر أبي» My Son Calls Another Man Daddy، «لن يأخذوا حبها مني» They'll Never Take Her Love from Me، «لماذا يجب أن نحاول أكثر؟» Why Should We Try Any More?، «لا أحد وحيد من أجلي» Nobody's Lonesome for Me، «لونغ غون لونسوم بلوز» Long Gone Lonesome Blues، «لماذا لا تحبيني؟» Why Don't You Love Me?، «مونينغ ذا بلوز» Moanin' the Blues و«لا أحب طريقة الحياة هذه» I Just Don't Like This Kind of Livin'. في عام 1951, «دير جون» أصبح أغنية ناجحة، لكن الوجه الثاني لها «كولد كولد هارت» Cold, Cold Heart، أصبحت إحدى أشهر أغانيه، وكذلك سجلها توني بينيت في 1951 ووصلت المرتبة الأولى على قائمة أغاني البوب وكانت الأولى من العديد من تسجيلات أغاني ويليامز التي لم تصنف ضمن موسيقى الريف. (وقد سجلت الأغنية بعد ذلك من قبل غاي ميتشل، كازينو ستيل، تيريزا بروير، دينا واشنطن، لوسيندا ويليامز، جيري لي لويس، كاوبوي جانكيز، فرانكي لاين، جو ستافورد، ونورا جونز، وآخرين). وفي السنة نفسها، أصدر ويليامز أغاني أخرى ناجحة، مها «قلب مجنون» Crazy Heart.

### حياة شخصية
في 15 ديسمبر 1944، تزوج ويليامز من شيبارد. وكان زواجها الثاني والأول بالنسبة له. وابنهما، هانك راندل ويليامز، الذي حقق شهرة باسم هانك ويليامز الابن وأصبح مغنيا ريفيا ناجحا، ولد في 26 مايو 1949.
زواج ويليامز الذي كان عاصفا دوما، كان يتحلل بسرعة، وهو ومشكلته مع الكحول بدأت تتزايد، وتم وصف المورفين ومضادات الألم أخرى وصفت له في محاولة لتخفيف آلام ظهره الحادة بسبب شلل الحبل الشوكي. وطلق ويليامز زوجته في 29 مايو 1952.
في عام 1952، انتقل ويليامز للعيش مع أمه، حتى عندما أصدر أغاني ناجحة أخرى، مثل «بقدر النصف» Half as Much، «جامبالايا أون ذا بايو» Jambalaya (On the Bayou)، «أشعل النار في الغابة» Settin' the Woods on Fire، «أنت تربحين ثانية» You Win Again و«لن أخرج من هذا العالم حيا» I'll Never Get Out of This World Alive. مشاكل ويليامز مع العقاقير واصلت تصاعدها لتصبح خارجة عن السيطرة بينما انتقل إلى ناشفيل وطلق زوجته رسميا. وأقام علاقة مع بوبي جيت أثناء هذه الفترة أدت إلى إنجاب طفلة هي جيت والتي ولدت مباشرة بعد موته.
في 11 أغسطس 1952، طرد ويليامز من غراند أول أوبري. وأخبروه ألا يعود حتى يصحى من سكره، وبدلا من ذلك انضم ثانية إلى لويزيانا هيرايد. وبعدبفترة قصيرة، قرر رعاة بقر الجوالون الافتراق عن ويليامز. مغادرتهم كان لأن سكر ويليامز كان يكلف أكثر من يجنونه من العروض[بحاجة لمصدر].
في 18 أكتوبر 1952، تزوج ويليامز بيلي جين جونز إشليمار (ولدت 1933) في ميندن، لويزيانا. وكان هذا الزواج الثاني لكليهما (كلاهما مطلق مع أطفال). في اليوم التالي تم تنظيم احتفالين عامين أقيما أيضا في صالة نيو أورليانز المدنية حيث بيعت 14,000 تذكرة لكل احتفال. وورد أن ويليامز أراد المشاركة في الاحتفالين في محاولة لإغاظة أودري التي أرادت استعادته وهددت بأنه لن يرى أبدا ابنه ثانية. بعد موت ويليامز، حكم قاضي بأن الزفاف لم يكن قانونيا بسبب أن طلاق بيلي جين لما يصبح نهائيا إلى بعد أحد عشر يوما من زواج ويليامز [بحاجة لمصدر]. زوجة هانك الأولى أودري، وأمه ليليان، كانتا القوة الدافعة وراء إعلان الزواج باطلا وتابعتا المسألة في المحاكم لسنوات [بحاجة لمصدر]. لكن القليل ذكر حول زواج ويليامز من أودري أيضا قبل أن يكون طلاقها نهائيا. فقد تزوجها في اليوم العاشر من 60 يوما كفترة مصالحة. في 22 أكتوبر 1975 حكم قاضي اتحادي في أطلانطا أخيرا بأن زواج بيلي جين كان صحيحا ونصف حقوق ويليامز المستقبلية عادت إليها [بحاجة لمصدر]. بعد موت ويليامز، تزوجت بيلي جين من جوني هورتون، وهو أيضا مغني ريفي أمريكي في عام 1953. وترملت ثانية في عام 1960 عندما قتل هورتون في حادث تحطم سيارة.

### موت
في 1 يناير 1953، كان من المنتظر أن يغني ويليامز في حفلة موسيقية في كانتون، أوهايو، لكنه لم يستطع أخذ طائرة بسبب سوء الأحوال الجوية. وعين طالب جامعة يدعى تشارلز كار، لإيصاله إلى الحفلات الموسيقية التي كان سيغني بها في الأيام الأخيرة من عام 1952 وأوائل العام 1953. وعند تركهم فندق أندرو جونسن في نوكسفيل، تينيسي، وعلى ما يبدو أن ويليامز كان قد حقن نفسه بعض المسكنات. وقد عثر أيضا في الكاديلاك على بعض علب البيرة وكلمات أغاني مكتوبة باليد لم تسجل بعد. طبقا لبعض المصادر، فقد قام كار بحمل ويليامز وهو نصف واعي إلى سيارته وعاونه موظف فندق، الذي تسائل حول حالة كار، واعتقد لاحقا بأنه يمكن أن يكون قد مات في تلك اللحظة.
في نسخة مختلفة قليلا، توقف كار في أوك هيل للتزود بالوقود بعد أن تحسس المقعد الخلفي ولاحظ بأن يد ويليامز كانت باردة. وذكر البعض بأن كار توقف للوقود في أوك هيل، فرجينيا الغربية وعندها فقط طلب المساعدة. من تزامن السجلات، يبدو بأن كار توقع أن ويليامز كان يحتضر في لحظة سابقة، لكنه أدرك المغني كان ميتا قبل عدة أميال من دخوله بلدة أوك هيل، حيث توقف، وكان تقريبا في حالة هلع، في محطة البنزين لطلب المساعدة.
وعند الفحص عند قرب، اكتُشف بأن ويليامز كان ميتا. وكان يبلغ من العمر 29 عاما. السبب الرسمي للوفاة كان عجزا في القلب، لكن ما زالت هناك بعض الألغاز حول الظروف. الخلاف منذ ذلك الحين قد أحاط موت ويليامز، مع أن البعض يدعي بأن ويليامز كان ميتا قبل تركه نوكسفيل. ومصادر أخرى، تخمّن من الدليل الجنائي، تزعم بأن ويليامز مات في نومه بينما الكاديلاك تعبر كنتاكي حوالي ساعة قبل أن تكتشف جثته في المقعد الخلفي. أوك هيل ما زال على نحو واسع مشهورة بأنها البلدة حيث «مات» هانك ويليامز. هناك نصب مهدى لذكراه عبر الشارع من محطة البنزين الصغيرة حيث طلب كار المساعدة بقلق. أهالي أوك هيل كانوا على ما يبدو مهتمين بحالة كار المذعور تقريبا، وقد هدؤوه ورحبوا به في بيوتهم.
بالصدفة فإن آخر أغنية منفردة لويليامز كانت بعنوان «لن أخرج من هذا العالم حيا». بعد خمسة أيام من موته، ولدت ابنته من بوبي جيت وسميت جيت ويليامز. وأرملته، بيلي جين جونز، تزوج مغني الريف جوني هورتون في سبتمبر 1953. أغنية «قلبك المخادع» Your Cheatin' Heart كتبت وسجلت في عام 1952 ولكن أصدرت في عام 1953، بعد موت ويليامز. الأغنية كانت أولى قائمة أغاني الريف لستة أسابيع. تقول القصة أن ويليامز كتب الأغنية عندما فكر بشأن زوجته الأولى، أودري ويليامز، بينما كان يقود السيارة مع زوجته الثانية، بيلي جين ويليامز؛ ويقال بأنها كتبت الكلمات له في المقعد الجانبي. تعاون ويليامز مع الكاتب من ناشفيل فريد روز لينتج مسودة الأغنية النهائية قبل تسجيلها أثناء آخر جلساته التسجيلية، في 23 سبتمبر 1952. أصبح اسم الأغنية عنوان الوثائقي حول ويليامز من عام 1965، الذي مثل فيه جورج هاملتون.

## تراث وتأثير

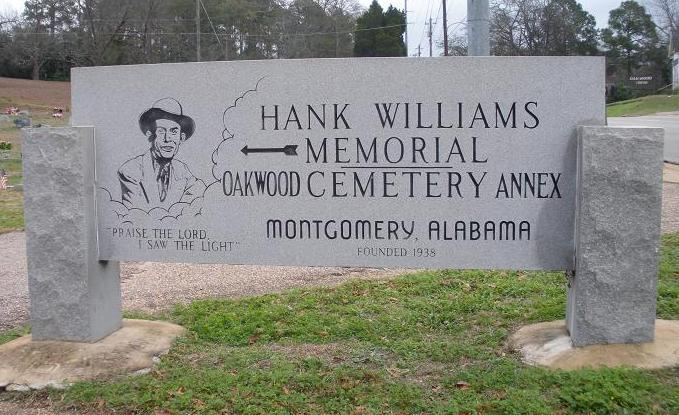
نصب هانك ويليامز التذكاري في مونتغومري

ابن ويليامز هانك الابن، وابنته جيت ويليامز، وحفيده هانك ويليامز الثالث، وحفيدتاه هيلاري ويليامز وهولي ويليامز كلهم أيضا مغنون ريفيون.
صنف ويليامز في الترتيب الثاني في قائمة سي إم تي عن أعظم 40 رجلا في موسيقى الريف في عام 2003، وراء جوني كاش. وابنه، هانك الابن، حل في الترتيب العشرين على نفس القائمة.
بقايا ويليامز مدفونة في ملحق أوكوود في مونتغومري، ألاباما. وقيل بأن جنازته أكبر كثيرا من أي جنازة لمواطن من ألاباما وما زالت للآن، وحتى عام 2005 كان الحدث الأكبر أبدا في مونتغومري. ومن 2007 بعد أكثر من 50 سنة على وفاة ويليامز، فما زال أعضاء رعاة بقر الجوالون يواصلون إقامة الحفلات.
في 2004، صنفته كجلتة رولينغ ستون #74 على قائمتها عن الفنانين المائة الأعظم لكل الأزمان. ويرتب موقع الويب "Acclaimedmusic" توصيات الألبومات والفنانين. هناك توصيات للفنانين الكبار سنة بسنة. للفترة 1940 – 1949، صنف هانك ويليامز #1 بأغنيته «أنا وحيد جدا وأقترب من البكاء» I'm So Lonesome I Could Cry. العديد من رواد الروك أند رول البيض في الخمسينات، مثل ألفيس بريسلي، جين فنسينت، كارل بركينز، ريكي نلسون، جاك سكوت، كونواي تويتي وجيري لي لويس سجلوا أغاني ويليامز في سنوات مهنهم الأولى.
في فبراير 2005، أيدت محكمة استئناف تينيسي قرار محكمة أولية تصرح بأن ورثة ويليامز — هانك ويليامز الابن وابنته جيت ويليامز — عندهم الحقوق الوحيدة لبيع تسجيلاته المسجلة لصالح محطة إذاعة ناشفيل، تينيسي في عام 1951. ورفضت المحكمة المزاعم المقدمة من قبل شركة تسجيلات بوليغرام وليغاسي إنترتينمنت ولإصدار تسجيلات ويليامز غناها في برنامج ماذرز بيست فلاور، وهو برنامج عرض أصلا على دبليو إس إم أيه إم. التسجيلات التي التي حصلت عليه شركة ليغاسي في عام 1997، تضمنت نسخ حية من أغاني ويليامز الناجحة وغنائه لأغاني الآخرين. أكدت شركة بوليغرام أن عقد ويليامز مع تسجيلات إم جي إم، الذي تمتلكه بوليغرام الآن، أعطاها حقوق إصدار تسجيلات الراديو. جيت ويليامز ذكرت على موقعها الإلكتروني في أغسطس 2007 بأن تسجيلات «ماذرز» صدرت في عام 2008. مجموعة من ثلاثة أقراص مدمجة من أغاني استعادها جو بالماتشو، أصدرت من قبل تايم-لايف في أكتوبر 2008 بعنوان التسجيلات الغير المصدرة.

## جائزة بوليتزر
في 12 أبريل 2010 منح مجلس جائزة بوليتزر ذكرا تكريميا خاصا لهانك ويليامز تقديرا لـ«حرفيته ككاتب أغاني أظهر المشاعر الإنسانية بشكل ببساطة مؤثرة ولعب دورا محوريا في تحويل موسيقى الريف إلى قوة ثقافية وموسيقية في الحياة الأمريكية».

## وصلات خارجية
- هانك ويليامز على موقع IMDb (الإنجليزية)
- هانك ويليامز على موقع الموسوعة البريطانية (الإنجليزية)
- هانك ويليامز على موقع ميوزك برينز (الإنجليزية)
- هانك ويليامز على موقع ميوزك برينز (الإنجليزية)
- هانك ويليامز على موقع رولينغ ستون (الإنجليزية)
- هانك ويليامز على موقع قاعدة بيانات برودواي على الإنترنت (الإنجليزية)
- هانك ويليامز على موقع إن إن دي بي (الإنجليزية)
- هانك ويليامز على موقع أول ميوزيك (الإنجليزية)
- هانك ويليامز على موقع ديسكوغز (الإنجليزية)
- هانك ويليامز على موقع ديسكوغز (الإنجليزية)